# Intelsat 801
Intelsat 801 (ang. International Telecommunications Satellite) – satelita telekomunikacyjny należący do operatora Intelsat, międzynarodowego giganta w tej dziedzinie, który od 1965 roku wyniósł na orbitę ponad 80 satelitów.
Intelsat 801 został wyniesiony 1 marca 1997. Pracował na orbicie geostacjonarnej (nad równikiem), na pozycji 31,5 stopnia długości geograficznej zachodniej.
Nadawał sygnał stacji telewizyjnych (pasmo C i Ku), przekazy telewizyjne oraz dane (dostęp do Internetu) w kilku słabych wiązkach do odbiorców głównie w Europie oraz Afryce, a nawet (częściowo) w Azji Zachodniej, Ameryce Północnej, Południowej i na Karaibach. W 2010 zastąpił go na tej pozycji Intelsat 25. Intelsat 801 po zakończeniu pracy został przemieszczony na orbitę cmentarną.